# Casa Di Tella
La Casa Di Tella fue una vivienda diseñada por los arquitectos Clorindo Testa, Luis Hevia Paul e Irene Van der Poll para la familia del coleccionista de arte y mecenas artístico Guido di Tella en el barrio de Belgrano, ciudad de Buenos Aires. Considerada una de las obras maestras de la arquitectura brutalista en la Argentina, fue demolida en 2011.

## Historia
En 1968, el ingeniero Guido di Tella, fundador del Instituto Di Tella que había promovido las nuevas vanguardias de arte contemporáneo en la Argentina antes de la dictadura de la Revolución Argentina, encargó al exitoso arquitecto Clorindo Testa el diseño de su casa particular en el barrio de Belgrano. Testa ya había diseñado para di Tella, junto a Alicia Cazzaniga y Francisco Bullrich, el edificio del Instituto, había ganado el Premio Di Tella en 1961 y además gozaba de gran fama a nivel mundial en ese momento, luego de los vanguardistas edificios del Banco de Londres (1959-1966) y la Biblioteca Nacional (1962-1992).
Di Tella puso como única condición para el proyecto que su casa tuviera un estudio privado con acceso independiente y capacidad para alojar su colección de arte. La obra fue realizada en colaboración con los arquitectos Luis Hevia Paul e Irene van der Poll y terminada en 1970. El ingeniero vivió en esa casa con su esposa Nelly hasta casi el final de su vida, en que se mudó a un departamento cuyo interior fue diseńado también por Clorindo Testa.  La propiedad fue vendida a la escuela judía “Arlene Fern”, que funciona en el terreno vecino.
A pesar de sucesivos proyectos para declarar de valor patrimonial a la Casa Di Tella, uno lanzado por la legisladora Teresa de Anchorena en 2008 y otro de Patricio di Stéfano en 2011, la casa fue vendida a una compañía inmobiliaria que comenzó su demolición en septiembre de 2011, para dar lugar a un edificio de departamentos. Asociaciones civiles se movilizaron en contra de la decisión, e incluso la Sociedad Central de Arquitectos realizó una encuesta que reflejó la oposición de la comunidad profesional, pero la demolición se concretó rápidamente, y Clorindo Testa declaró, como solía hacerlo cada vez que se demolía una obra suya, que personalmente no estaba triste por la desaparición de una de sus obras maestras.

## Arquitectura

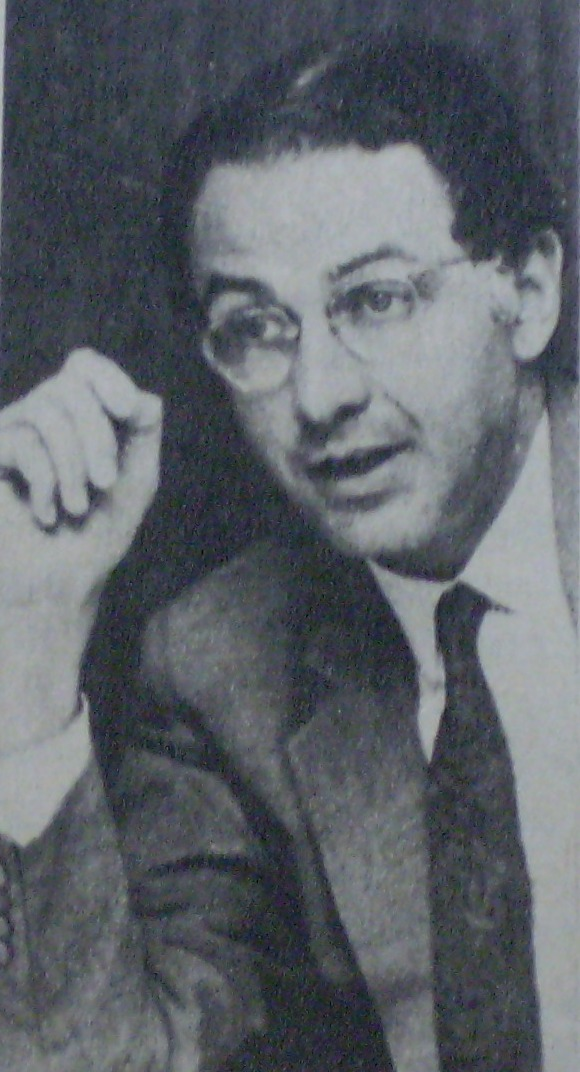
Guido di Tella en 1970.

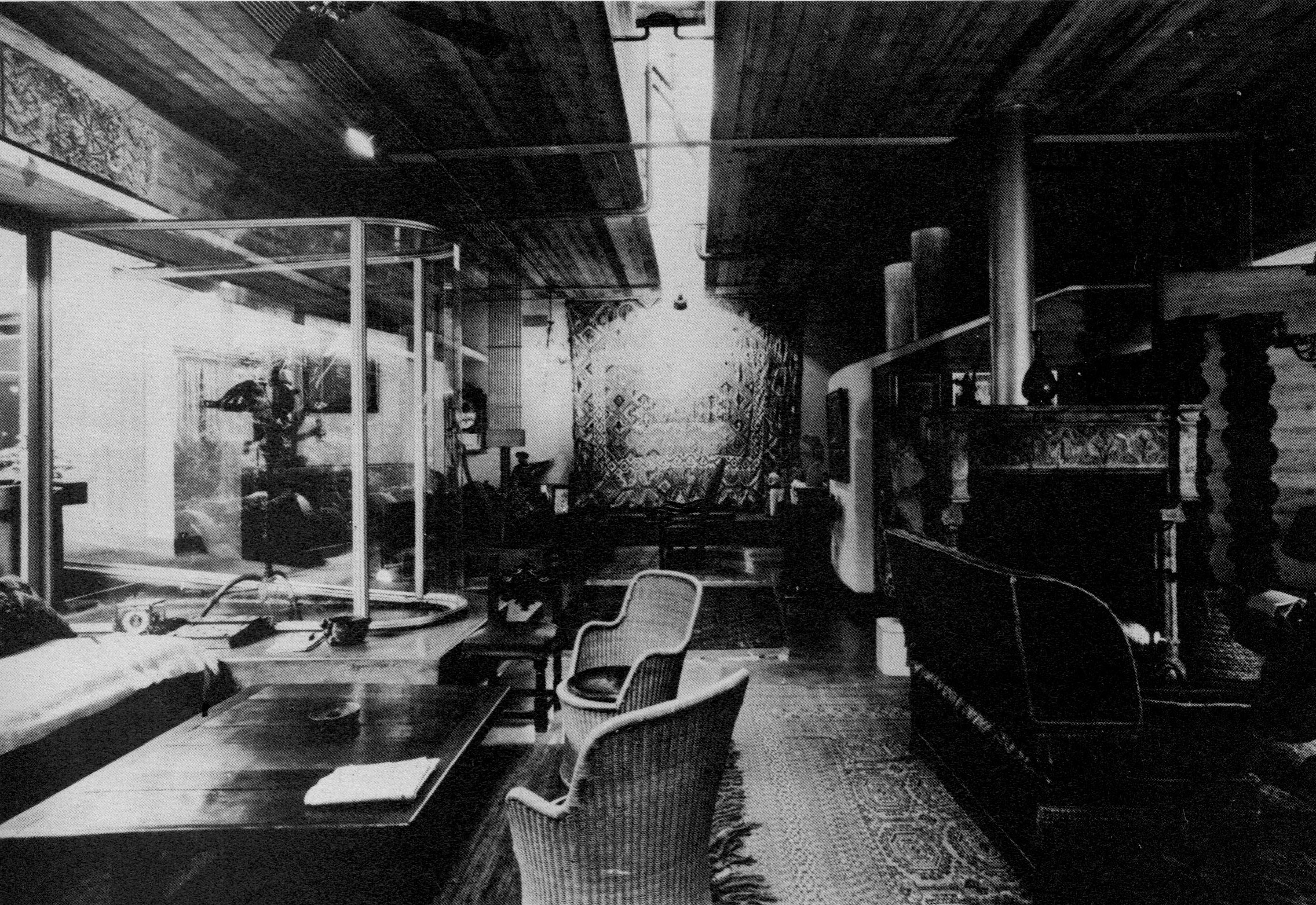
Los interiores, también de hormigón a la vista, estaban originalmente repletos de piezas artísticas y muebles de colección.

Más allá de la exigencia de Guido di Tella al arquitecto, pidiéndole un estudio personal conectado con la sala de estar, y el espacio para exhibir y acumular su colección de arte de todo tipo, el ingeniero dio gran libertad para que se desarrollara su voluntad. Así, Testa trabajó partiendo de la clásica casa chorizo que abunda en Buenos Aires desde tiempos coloniales: una evolución de la casa romana de tres patios, cortada a la mitad debido a las angostas medidas de los lotes de la ciudad, de sólo 8,66 metros de ancho estándar. Gracias a la generosidad del terreno elegido, se pudo realizar una casa al estilo romano completa, con casi 20 metros de ancho. La pendiente del suelo, que caía hacia el fondo del lote, permitió a los arquitectos jugar con desniveles y rampas, muy utilizados en sus grandes obras de la Biblioteca y el Banco de Londres.
Siguiendo con su gusto por el hormigón armado a la vista, material por excelencia de la arquitectura brutalista que había creado Le Corbusier en su última etapa, los arquitectos ocultaron la casa con un muro liso de hormigón visto, apenas perforado por unas pocas aberturas, y eligieron plantar Tilos en la vereda que con los años cubrieron de sombra la fachada.
En los interiores, se desarrolló una casa muy compleja, con un estudio de dos niveles, conectado por escaleras y rampas a un vestíbulo independiente y al comedor y sala de esta de la familia di Tella, ubicados luego del primer patio interior, completamente vidriado. Luego de un segundo patio interior y vidriado, la batería de dormitorios de los hijos del matrimonio fue dispuesta frente al jardín trasero. Los planos y cortes de la Casa Di Tella reflejan a simple vista la complejidad de la obra, que carece de ángulos rectos y está plagada de rampas, desniveles, túneles y puentes y hasta una claraboya fungiforme ubicada para iluminar el estar.
La casa, cuyos crudos interiores de muros y techo gruesos de hormigón a la vista, mostrando las vetas de las maderas usadas para lo encofrados, fue decorada abundantemente con todo tipo de objetos artísticos coleccionados por Di Tella, que se lucieron en los espacio diseñados como salas de exposición, con luces tenues e indirectas, y destacándose sobre el abundante verde de los patios internos.